# Casa Llopart
La Casa Llopart és una casa del municipi de Martorell (Baix Llobregat) inclosa en l'Inventari del Patrimoni Arquitectònic de Catalunya.

## Descripció
Es tracta d'una casa de planta i dos pisos de façana amb decoració de gust clàssic, disposada de forma simètrica. Habitatge situat a una cantonada del carrer, estructurat en planta baixa i pis amb la coberta a dues aigües amb pendent irregular feta de teula àrab. Les obertures són petites en la seva major part i allindanades. L'edifici sobretot destaca per les seves façanes, coberts d'esgrafiats vermellosos amb motius blancs. La temàtica dels esgrafiats és relacionada amb les tasques del camp (sega, etc)

## Història
A la segona meitat del segle xviii la tècnica de l'esgrafiat va ser àmpliament aplicada a les façanes barcelonines, que trobaven així una decoració atractiva i relativament econòmica. La majoria dels esgrafiats de Martorell són localitzats a la Vila, i el més antic que es conserva és del 1821, obra probable d'un artista italià, i és l'únic que té el color blanc sobre fons gris. Lamentablement, varen desaparèixer altres esgrafiats del segle xviii, com els de cal Montaner o cal Llesques.